# Erythrodes johorensis
Erythrodes johorensis là một loài thực vật có hoa trong họ Lan. Loài này được (P.O'Byrne) Ormerod mô tả khoa học đầu tiên năm 2002.